# Otocinclus flexilis
Otocinclus flexilis (Отоцинклюс крапчастий) — вид риб з роду Otocinclus родини Лорікарієві ряду сомоподібні. Інша назва «мармуровий отоцинклюс».

## Опис
Загальна довжина сягає 5,5 см. Самці стрункіші за самиць. Голова дещо сплощена зверху. На голові з боків присутні отвори. Рот нагадує присоску. Очі середнього розміру. Тулуб витягнутий, стрункий, вкрито дрібними кістковими пластинками, але на череві кісткові пластини чергуються з вільними від них зонами. Спинний плавець доволі високий, з 1 шипом. Жировий плавець відсутній. Грудні плавці витягнуті. Черевні плавці трохи поступаються останнім. Анальний плавець менший за спинний, з 1 шипом. Хвостовий плавець витягнутий, з виїмкою або розрізаний.
Забарвлення оливково-сіре з темними плямами по тулубі й плавцям. Черево світле. Спина всіяна дрібними плямами коричневого кольору. В основі спинного плавця є темна трикутна зона. На хвостовому плавці є велика пляма коричневого забарвлення. Молодь більш темна, майже чорна.

## Спосіб життя
Є демерсальною рибою. Воліє до прозорої води. Зустрічається в невеличких річках. Тримається піщаного дна. Утворює невеличкі косяки. Активна вдень. Живиться водоростевими обростаннями, зеленими і коричневими водоростями.
Статева зрілість настає у віці 6 місяців. Самець не піклується про кладку ікри.
Тривалість життя становить 3-4 роки.

## Розповсюдження
Є ендеміком Бразилії, мешкає в річках Парана, Парагвай, Уругвай.